# Gruinard-sziget
A Gruinard-sziget (IPA: [ˈɡrɪnjərd], angolul: Gruinard Island, skót gaelül: Eilean Ghruinneard) ovális alakú, mintegy 2 km hosszú és 1 km széles sziget Észak-Skócia nyugati partjától körülbelül 1 km-re a Gruinard-öbölben, nagyjából félúton Gairloch és Ullapool között, a Külső-Hebridákhoz tartozó Lewis déli részével egy vonalban (azonos szélességen). Az ovális nagytengelye hozzávetőlegesen É–D irányú.
Fő nevezetessége, hogy a britek biofegyver-kísérleti tereppé nyilvánították. A fertőzésveszélyt csak 1990-re szüntették meg; azóta látogatható.

## Története
A szigetet először Dean Munro angol utazó említi, aki a 16. század közepén kereste fel. Ekkor a MacKenzie klán birtoka volt, és az egész szigetet erdők borították (mára teljesen fátlan).
A megyerendszer kialakítása után a köztes helyzetű szigetet Ross-shire és Cromartyshire is magáénak követelte.
Az 1780-as évek végén lakói halászatból és birkák tenyésztéséből tartották fenn magukat. 1881-re lakossága 6 főre csökkent, majd teljesen elnéptelenedett.
1926-ban a szigetet is magában foglaló Darach birtokot egy bizonyos Rosalynd Maitland vásárolta meg, majd Gruinardot unokahúgának, Molly Dunphie-nek, Winston Churchill barátnőjének ajándékozta.

### A második világháborúban
Az Egyesült Királyság a második világháború alatt kísérletsorozatot indított annak tisztázására, hogy hatékonyan használható-e a lépfene baktériuma biológiai fegyvernek. A művelet tervét Winston Churchill 1941-ben hagyta jóvá. Nem támadó fegyvernek szánták, hanem megtorló eszköznek arra az esetre, ha a Harmadik Birodalom biológiai fegyvert vetne be az Egyesült Királyság ellen. A Vegetáriánus hadműveletnek (Operation Vegetarian) nevezett programot az a Paul Fildes irányította, aki ez időben a Porton Down katonai létesítmény biológiai részlegének vezetője volt Wiltshire-ben.
Úgy tervezte, hogy repülőgépről lépfenespórákkal fertőzött lenmagpogácsákat szórnak le németországi szarvasmarha-legelőkre. A lappangási idő múltán a betegség gyorsan halálossá válik – és nemcsak a marhák pusztulnak el, de azok is, akik ettek a fertőzött, de még tünetmentes állatok húsából. Ha a terv sikeres, Németországon tömeges halálozással járó járvány söpört volna végig.
A módszer terepi kipróbálásához a hadsereg 1942 nyarán megvásárolta a lakatlan és a lakott területektől távol eső szigetet, és megtiltotta a partraszállást a környékbelieknek. Különféle emlősöket, leginkább juhokat telepítettek be, majd ledobták a pogácsákat. A tünetek napokon belül jelentkeztek, és hamarosan minden juh elpusztult. A tetemeket felboncolták, majd elégették vagy törmelék alá temették.
1943-ban a hadsereg sikeresnek nyilvánította a kísérletet, és a tudósokat visszarendelték Porton Downba. A még abban az évben kidolgozott haditerv szerint a legtöbb tehenet Hannover és Oldenburg térségében fertőzhették volna meg. Készült egy kiegészítő terv a lépfene közvetlenül a civil lakosság elleni bevetésére is – Berlin, Frankfurt am Main és Hamburg bombázásával.
1943-ban ötmillió fertőzött pogácsát gyártottak le, de végül egyet sem szórtak le. A spórákat a mezőgazdasági minisztérium laboratóriuma szállította, a preparált takarmányt egy londoni szappangyárban állították elő, majd 400-asával csomagolták egy-egy átalakított bombába. Egy repülő 10 ilyen csomagot dobhatott volna le. Ennek idejét 18 percben határozták meg, hogy a spórák terítése optimális legyen.
A normandiai partraszállás sikere után a műveletet felfüggesztették, a bombák tölteteit szigorú biztonsági intézkedések mellett 1945 végén elégették. A tervezetet vezető Paul Fildes mikrobiológust 1946-ban lovaggá ütötték.

### A második világháború után
1956-ban Nagy-Britannia végleg befejezte támadó vegyi- és biológiaifegyver-programjait, majd 1975-ben ratifikálta a biológiai fegyverek használatát, gyártását és felhalmozását tiltó egyezményt. A szigeten azonban fenntartották a karantént, mivel a lépfene ellenálló baktériuma évtizedekig fertőzőképes maradhat a talajban. A sziget túl veszélyes lett ahhoz, hogy emberek vagy állatok éljenek rajta – még a róla elfolyó esővíz is halálos volt.
Tudósok és környezetvédők többször is felkeresték a szigetet, hogy felmérjék környezeti állapotát. Különböző módszereket próbáltak ki a talaj fertőtlenítésére – sorra eredménytelenül. Végül 1986-ban tengervíz és formaldehid keverékével áztatták át a talajt, amelynek szennyezett felső rétegét eltávolították és elégették. Ez a drasztikus beavatkozás sikerrel járt; 1990. április 24-én (48 év után) a kormányzat fertőzésmentessé nyilvánította a területet, amely azóta újra látogatható (de csak kevesen keresik fel).
2022. március 28-án ismeretlen okból a sziget teljes növényzete leégett.

## Fordítás
Ez a szócikk részben vagy egészben  a   Gruinard Island című angol Wikipédia-szócikk ezen változatának fordításán alapul.  Az eredeti cikk szerkesztőit annak laptörténete sorolja fel. Ez a jelzés csupán a megfogalmazás eredetét és a szerzői jogokat jelzi, nem szolgál a cikkben szereplő információk forrásmegjelöléseként.